# Kefar HaMakkabbi
Kefar HaMakkabbi (hebreiska: כפר המכבי) är en ort i Israel.   Den ligger i distriktet Haifa, i den norra delen av landet. Kefar HaMakkabbi ligger 32 meter över havet och antalet invånare är 392.
Terrängen runt Kefar HaMakkabbi är platt åt nordost, men åt sydväst är den kuperad.Runt Kefar HaMakkabbi är det tätbefolkat, med 636 invånare per kvadratkilometer. Närmaste större samhälle är Haifa, 12,2 km väster om Kefar HaMakkabbi. Trakten runt Kefar HaMakkabbi består till största delen av jordbruksmark.